# 民族稳定政府
民族稳定政府（阿拉伯语：حكومة الاستقرار الوطني，羅馬化：Ḥukūmat al-istiqrār al-waṭanī，英语：Government of National Stability）是统治利比亚东部的临时政府，总部位于苏尔特，于2022年3月3日成立，由奥萨马·哈马达领导，得到国民代表大会和利比亚国民军的支持。自成立以来，该政府一直与阿卜杜勒·哈米德·德贝巴领导的、实控利比亚西部的民族团结政府分庭抗礼，而利比亚政治对话论坛和联合国一直在弥合这一分歧。

## 背景
2014年至2020年间，利比亚爆发第二次内战，西部的大国民议会（又译国民大会）和政府军与东部的国民代表大会（分裂自大国民议会）及利比亚国民军，在各派地方武装和国际势力的支持下大规模火并。内战伊始的2014年，大国民议会于8月25日解除了时任总理阿卜杜拉·萨尼的职务，之后萨尼前往东部城市图卜鲁格，并受国民代表大会之命“复职”，组建新的“内阁”。这是利比亚东部首次另立政府。
2015年12月起，交战各派就开始协商建立民族團結政府，并于2016年1月19日正式成立。然而，国民代表大会一直拒绝承认此政府，直到2020年10月23日才与其達成最终停火协议。
2021年3月10日，国民代表大会在苏尔特召开会议，以121票赞成、11票反对的结果批准组建民族统一政府，由穆罕默德·门菲担任总统委员会主席，阿卜杜勒·哈米德·德贝巴担任总理。3月15日，新政府在托布鲁克宣誓就职。
然而，到了9月21日，国民代表大会通过了对民族统一政府的不信任动议。 

## 成立
2022年2月10日，国民代表大会议长阿吉拉·萨利赫·伊萨宣布选举法蒂·巴沙加为候任总理，因为唯一的竞争对手阿尔·拜巴斯退选。不过，阿尔·拜巴斯否认退出竞选。利比亚国民军领导人哈利法·哈夫塔尔对巴沙加的任命表示欢迎。3月1日，国民代表大会投票决定对巴沙加的民族稳定政府给予信任。据议长萨利赫称，出席会议的101名议员中有92名投票支持新政府。
另一边，利比亚西部当局集体反对另立政府的举动。民族团结政府总理阿卜杜勒·哈米德·德贝巴拒绝了任命巴沙加为总理的决定，并表示他只会在全国大选后移交权力。国家最高委员会拒绝了这一“单方面”举措，并认为此举违反了《利比亚政治协议》。另外，联合国也对此次投票表示担忧，认为投票受到了恐吓的影响，且缺乏透明性和程序性。 
3月3日，巴沙加和他的内阁在托布鲁克国民代表大会总部宣誓就职。

## 成立后
据信此政府（以及2014年后的东部当局）一直受俄罗斯、法国，以及埃及、沙特阿拉伯和阿联酋等主要阿拉伯国家的支持。
2022年5月，巴沙加试图进入首都的黎波里上任，期间其麾下武装与政府军爆发冲突，巴沙加被迫退居苏尔特履职，但冲突依然持续，后于2022年8月27日进一步激化。之后，两个平行政府同时运作，继续维持分裂的局面，而利比亚政治对话论坛则继续协商停火协议。
2022年10月，国民代表大会和国家最高委员会的主席在摩洛哥共同宣布，将于当年年底成立统一的政府，结束两个政府对立的局面，然而后续再无进展。2023年11月，联合国秘书长利比亚问题特别代表巴蒂利邀请了民族统一政府、国民代表大会、最高国务委员会、利比亚国民军和总统委员会五大机构的代表参加会谈，但是没有任何一方愿意改变立场，例如萨利赫议长和哈夫塔尔坚持要求两个政府同步参与或退出谈判。
2023年5月，由于表现不佳，巴沙加被奥萨马·哈马德暂时取代。
2024年8月13日，利比亞國民代表大會放棄承認民族統一政府，改承認民族穩定政府為合法政府。